# 伊万·弗兰科
伊万·雅科維奇·弗兰科（羅馬化：Ivan Yakovych Franko；1856年—1916年），乌克兰诗人、作家、社会和文学评论家、记者、翻译家、经济学家、政治活动家、民族学家。

## 著作
作品有中篇小说《巨蟒》、《鲍里斯拉夫在笑》，历史小说《扎哈尔·别尔库特》，剧本《被窃取的幸福》，诗集《高峰和低地》、《落叶》、《我的箴言》。

## 纪念
- 乌克兰西部城市伊万诺-弗兰科夫斯克以他的名字命名。
- 利沃夫大学亦以其为名。